# Penicillium spinulosum
Penicillium spinulosum Thom – gatunek grzybów z klasy Eurotiomycetes.

## Systematyka i nazewnictwo
Pozycja w klasyfikacji według Index Fungorum: Penicillium, Aspergillaceae, Eurotiales, Eurotiomycetidae, Eurotiomycetes, Pezizomycotina, Ascomycota, Fungi.
Synonimy:
- Penicillium abeanum G. Sm. 1963
- Penicillium nigricans K.W. Zaleski 1927
- Penicillium nigricans var. sulfuratum S. Abe 1956
- Penicillium spinuloramigenum Y. Sasaki 1946
- Penicillium spinuloramigenum Y. Sasaki ex C. Ramírez 1982
- Penicillium spinulosum var. ramigenum Svilv. 1941
- Penicillium trzebinskii K.W. Zaleski 1927
- Penicillium trzebinskii var. magnum Sakag. & S. Abe 1956[2].

## Charakterystyka
Penicillium spinulosum to grzyb mikroskopijny zbudowany ze strzępek, na których wyrastają prostopadle do nich konidiofory na szczycie rozwidlające się wielokrotnie, tak, że swoim wyglądem przypominają pędzel. Na szczytowych komórkach konidiotwórczych powstają zarodniki konidialne tworzące łańcuszki bazypetalne. Konidia są cienkościenne, kuliste, mają powierzchnię kolczastą lub nieregularnie szorstką i powstają w luźnych łańcuszkach. Średnica konidium waha się od 3,0 do 3,5 µm. Metule mają zwykle długość od 100 do 300 µm, czasami mogą być krótsze. Konidiofory P. spinulosum mogą powstawać z zanurzonych lub powietrznych strzępek. W przypadku konidioforów powstałych ze strzępek powietrznych konidiofory są krótsze, mają np. 25–30 µm długości. Konidiofory P. spinulosum zakończone są 6 do 9 fialidami o długości od 2,5 do 3 µm. Konidiofory nie rozgałęziają się i są określane jako monowertycylarne.
Rosnące kolonie P. spinulosum mają szerokie białe brzegi złożone z białych strzępek. Młode kolonie wydają się niebiesko-zielone lub szaro-zielone na górnej stronie i białe do kremowych lub lekko różowych na dolnej. W miarę dojrzewania kolonii stają się coraz bardziej szare. Wzrost P. spinulosum na agarze Czapka (CZ) lub agarze z ekstraktem słodowym (MEA) i ekstrakcie drożdżowym z suplementami (TAK) następuje szybko. Na CZ lub MEA kolonie mogą rozprzestrzeniać się szeroko, osiągając 20–30 mm w ciągu tygodnia w 25 °C z lekką lub umiarkowaną sporulacją. Kolonia hodowana na CZ ma teksturę od aksamitnej do kłaczkowatej.

## Występowanie i znaczenie
P. spinulosum występuje pospolicie na całym świecie. Najczęściej jest izolowany z gleby. Był znajdywany także w zbiornikach na wodę destylowaną, w przędzy bawełnianej, w orzechach włoskich, skórze garbowanej chromem, w winylowych okładzinach ściennych, w tabletkach paracetamolu, w oleju napędowym i farbie emulsyjnej poddanej obróbce chromianami. Wykazuje się dużą odpornością na metale ciężkie, garbniki i kwasy i może być izolowany z podłoża skażonego tymi materiałami. Jest zdolny do wzrostu i rozmnażania się w środowisku o niskiej temperaturze i małej dostępności wody. Tworzy wiele szczepów różniących się morfologią kolonii, teksturą i szorstkością konidiów i konidioforów.
W Polsce P. spinulosum notowany był wiele razy, m.in. w glebie, na korzeniach i włośnikach sadzonek jodły pospolitej, owsa, brzozy brodawkowatej, sosny zwyczajnej, daglezji zielonej, dębu szypułkowego, na korzeniach łubinu pospolitego, ziemniaka i pszenicy zwyczajnej. Jest jednym z gatunków pędzlaków powodujących chorobę zwaną peniciliozą cebul. Stwierdzono jego występowanie na porażonych tą chorobą cebulkach roślin sparaxis uprawianych w okolicach Lublina.

## Gatunki podobne
Opisano około 300 gatunków Penicillium. Rozróżniane są poprzez mikroskopową analizę ich morfologii, analizę metodami biologii molekularnej i analizę budowy DNA. Najbardziej podobne do P. spinulosum gatunki to Penicillium glabrum, Penicillium purpurescens i Penicillium montanense. Sugerowano, że może to być ten sam gatunek. Badania wykonane na 35 izolatach tych gatunków wykazały jednak, że są to odrębne gatunki. Modele statystyczne oparte na danych morfologicznych i ogólnych danych fizjologicznych wskazały, że pięć cech miało znaczenie dla rozróżnienia tych gatunków: tekstura ścian konidiów, średnice kolonii na podłożu Czapek i 25% agarze z azotanem glicerolu, szerokość fialid i średnica pęcherzyka.